# Intel 8080
Der Intel 8080 ist ein 1974 eingeführter 8-Bit-Mikroprozessor in NMOS-Technologie von Intel. Er war Nachfolger des Intel 8008 und zu dessen Befehlssatz quellcodekompatibel, allerdings nicht binärkompatibel, sodass Programme neu assembliert werden mussten.

## Architektur und Verwendung

Intel 8080: Funktionsblockschaltbild

Intel 8080: Anschlussbelegung

Das Design mit 40 Pins ermöglichte einen Adressbus mit 16 Bit, so dass der 8080 64 KB Speicher adressieren konnte. Außerdem konnten 256 vom Adressbereich unabhängige Ein/Ausgabe-Register angeschlossen werden.
Er hatte sieben 8-Bit-Register, von denen sechs zu drei 16-Bit-Registern kombiniert werden konnten, sowie einen Stapel- und einen Programmzeiger mit je 16 Bit. Das Betriebssystem CP/M wurde für den 8080 entwickelt und war für fast ein Jahrzehnt das vorherrschende System für Mikrocomputer, ähnlich wie später MS-DOS.
Eingesetzt wurde der 8080 in Steuergeräten (zum Beispiel für Marschflugkörper) und den ersten Personal Computern (unter anderen IMSAI und Altair 8800).
Außer dem Prozessor benötigte ein System mit dem 8080 noch zwei weitere Bausteine: einen separaten Taktgenerator (8224) und einen Buscontroller (8228). 1976 erschien der Nachfolger 8085, der deren Funktionen bereits enthielt. Allerdings war er nicht sehr erfolgreich, da im selben Jahr Zilog mit dem Z80 einen 8080-kompatiblen, aber stark erweiterten Prozessor herausbrachte. Ende der 1970er Jahre erschien in der Sowjetunion der zum 8080 kompatible KR580VM80A und Anfang der 1980er Jahre der MHB8080A in der Tschechoslowakei.

## Technische Daten
- Versorgungsspannungen: +12 V, +5 V, −5 V
- max. Taktfrequenz: 2 MHz
- Anzahl Transistoren: 6000 bei 6 µm
- Datenbus: 8 Bit
- Adressbus: 16 Bit
- Adressierbarer Speicher: 64 KB
- Adressierbarer I/O-Bereich: 256 B

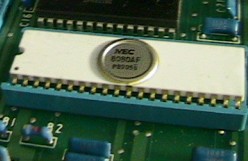
Klon NEC 8080AF
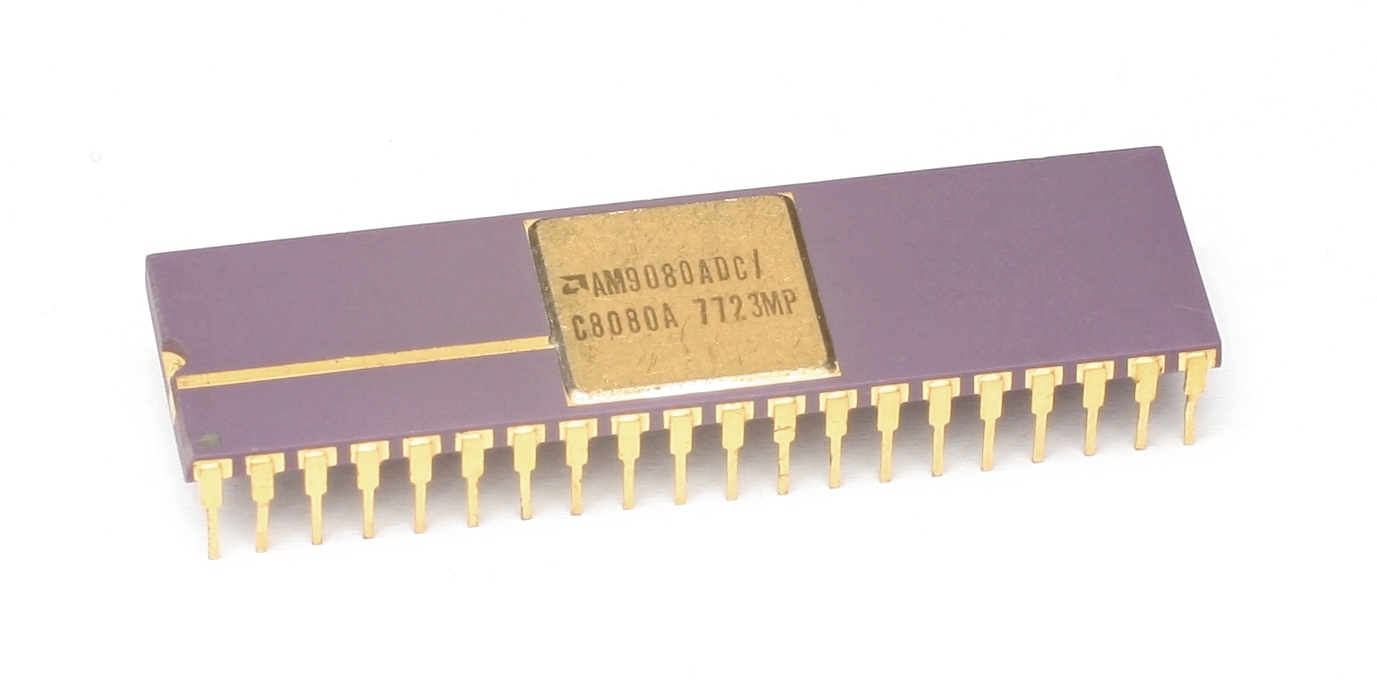
Klon AMD Am9080 (hergestellt 1977)
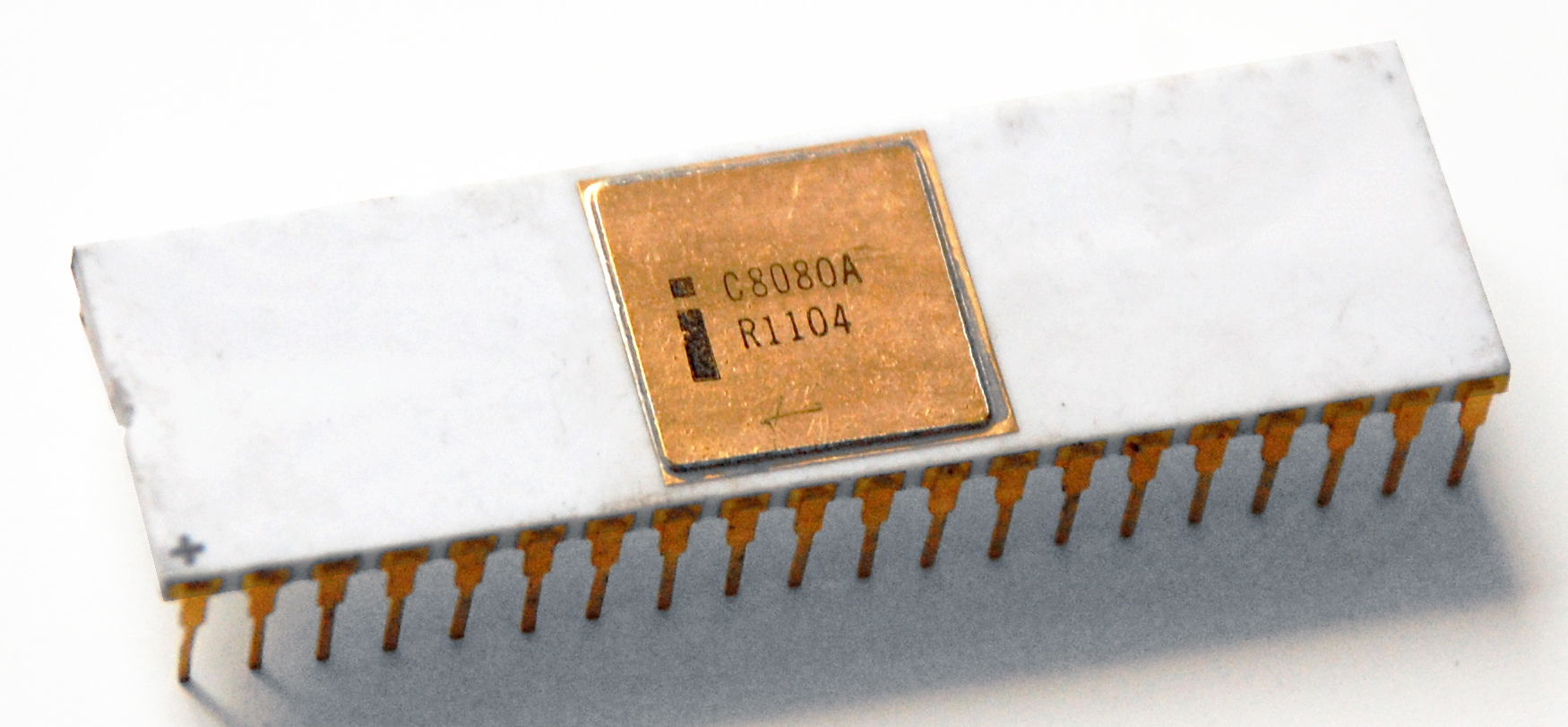
Intel 8080A im Keramik-Gehäuse

## Peripheriebausteine
- Intel 8251 Serielle Schnittstelle
- Intel 8253 Zähler/Zeitgeber
- Intel 8255 Parallele Schnittstelle
- Intel 8256 Serielle Schnittstelle, parallele Schnittstelle, Zeitgeber/Zähler und Interrupt-Steuerung
- Intel 8257 DMA-Controller
- Intel 8259 Interrupt-Steuerung

## Trivia
Am 24. Januar 2000 wurde der Asteroid (8080) Intel nach dem Microprozessor benannt.